# Lisa Ann Jacquin
Lisa Ann Jacquin (née le 22 février 1962 à Tucson) est une cavalière américaine de saut d'obstacles.

## Carrière
Elle remporte la médaille d'argent par équipe aux Jeux olympiques d'été de 1988.